# Claudia Gerini
Claudia Gerini (n. 18 de diciembre de 1971, Roma) es una reconocida actriz de cine, teatro y televisión italiana.

## Biografía
Nació en Roma, Italia. Gerini ganó la competición Miss Teenager en 1985.
Apareció por primera vez en una película en La batalla di Eva, a los 14 años. Subsecuentemente actuó en Ciao mà, Roba da ricchi y Night Club, de Sergio Corbucci y muchas otras. A los 19 trabajó en el popular programa de televisión Non è la Rai, una especie de academia donde participaban un centenar de chicas en competiciones de baile y canto.
Su primer rol profesional fue en ll padre e il figlio, dirigido por Pasquale Pozzessere. Más tarde se mudó a París para aprender francés por varios meses, viajando un poco entre Italia y Francia sin salir de la Universidad. A los 22 regresó a Italia y obtiene un rol como protagonista en Angelo e Beatrice, un trabajo teatral de Francesco Apolloni, presentada en el escenario del Teatro Coliseo en Roma, donde conoció al director y actor Carlo Verdone. Ambos trabajaron juntos en las películas Viaggio di nozze y Sono pazzo di Iris Blond.
Gerini más tarde colaboró con Leonardo Pieraccioni, Massimo Ceccherini, Antonio Rezza y Antonello De Leo, y se mudó entre Los Ángeles, California y Madrid, España para mejorar ambos idiomas. En España trabajó en Desafinado, de Manuel Gómez Pereira, y La playa de los galgos, de Mario Camus. También ha trabajado junto a Mel Gibson en el éxito de 2004, La Pasión de Cristo. Su más reciente participación en el cine estadounidense llega con la cinta John Wick: Chapter 2.

## Filmografía
- Roba da ricchi (1987)
- Ciao ma' (1988)
- Night Club (1989)
- Madre padrona (1991)
- Gioco perverso (1991)
- Dark Tale (1992)
- L'Atlantide (1992)
- Father and Son (1994)
- L'anno prossimo vado a letto alle dieci (1995)
- Viaggi di nozze (1995)
- I'm Crazy About Iris Blond (1996)
- Escoriandoli (1996)
- Fireworks (1997)
- Lucignolo (1999)
- La vespa e la regina (1999)
- Deceit (1999)
- Tutti gli uomini del deficiente (1999)
- Amarsi può darsi (2001)
- HS - hors service (2001)
- Desafinado (2001)
- Francesca e Nunziata (2001)
- La playa de los galgos (2002)
- Instructing the Heart (2003)
- Under the Tuscan Sun (2003)
- La Pasión de Cristo (2004)
- Don't Move (2004)
- Guardians of the Clouds (2004)
- Labyrinth (TV, 2005)
- Our Land (2006)
- Secret Journey (2006)
- The Unknown Woman (2006)
- Nero bifamiliare (2007)
- Meno male che ci sei (2009)
- Ex (2009)
- Different from Whom? (2009)
- Il mio domani (2011)
- Reality (2012)
- Tulpa (2012)
- Garibaldi's Lovers (2012)
- La leggenda di Kaspar Hauser (2012)
- Una famiglia perfetta (2012)
- Amiche da morire (2013)
- Indovina chi viene a Natale? (2013)
- Tutta colpa di Freud (2014)
- John Wick: Chapter 2 (2017)
- The Poison Rose (2019)
- El niño y el tigre (2022)